# Common One
Common One är ett musikalbum av Van Morrison, lanserat 1980. Albumet spelades in i närheten av Nice i Frankrike. Det utmärks av mycket långa kompositioner och en musikalisk dragning åt jazzmusik. Albumet fick inget entusiastiskt mottagande i musikpressen när det lanserades. Vissa kritiker var rent fientligt inställda till albumet. Det blev inte heller någon större försäljningsframgång. Van Morrison själv däremot har pekat ut det som sitt personliga favoritalbum av alla han gjort, bland annat för hur olika musikstilar flyter ihop på skivan. Trots kritiken mot albumet blev det ändå listat som nummer 27 i 1980 års Pazz & Jop-lista.

## Låtlista
1. "Haunts of Ancient Peace" – 7:07
2. "Summertime in England" – 15:35
3. "Satisfied" – 6.01
4. "Wild Honey" – 5:49
5. "Spirit" – 5:10
6. "When Heart is Open" – 15:05

## Listplaceringar
- Billboard 200, USA: #73[3]
- UK Albums Chart, Storbritannien: #53[4]
- VG-lista, Norge: #22[5]